# Albinaria menelaus
Albinaria menelaus is een slakkensoort uit de familie van de Clausiliidae. De wetenschappelijke naam van de soort is voor het eerst geldig gepubliceerd in 1873 door E. von Martens.